# Hîbalivka, Kulîkivka
Hîbalivka (în ucraineană Хибалівка) este o comună în raionul Kulîkivka, regiunea Cernihiv, Ucraina, formată numai din satul de reședință.

## Demografie
Componența lingvistică a comunei Hîbalivka
     Ucraineană (98,98%)
     Alte limbi (0,9%)
Conform recensământului din 2001, majoritatea populației comunei Hîbalivka era vorbitoare de ucraineană (98,98%), existând în minoritate și vorbitori de alte limbi.